# Andrej Komac
Andrej Komac, né le 4 décembre 1979 à Šempeter pri Gorici, est un footballeur international slovène. Il évoluait au poste de milieu de terrain.
Il fait partie des 23 joueurs slovènes sélectionnés pour participer à la coupe du monde 2010.

## Palmarès
ND Gorica
- Champion de Slovénie en 2005 et 2006.